# Col de Khawak
Le col de Khawak est un col situé en Afghanistan dans la chaîne de l'Hindou Kouch. Son altitude est de 3 848 mètres.
Il est connu depuis le IVe siècle av. J.-C. pour avoir été emprunté, dans sa route vers Samarcande, par Alexandre le Grand.